# Gazzetta di Modena
A Gazzetta di Modena é um jornal diário matutino que atende a cidade de Modena e sua província homônima na Itália. O jornal tem sede em Modena e é publicado pela Finegal Editoriale S.P.A. A Gazzetta di Modena mantém uma posição política independente.

## História

### De 1859 a 1877

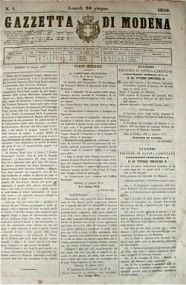
O N. 1 da "Gazzetta di Modena", publicado em 20 de junho de 1859.

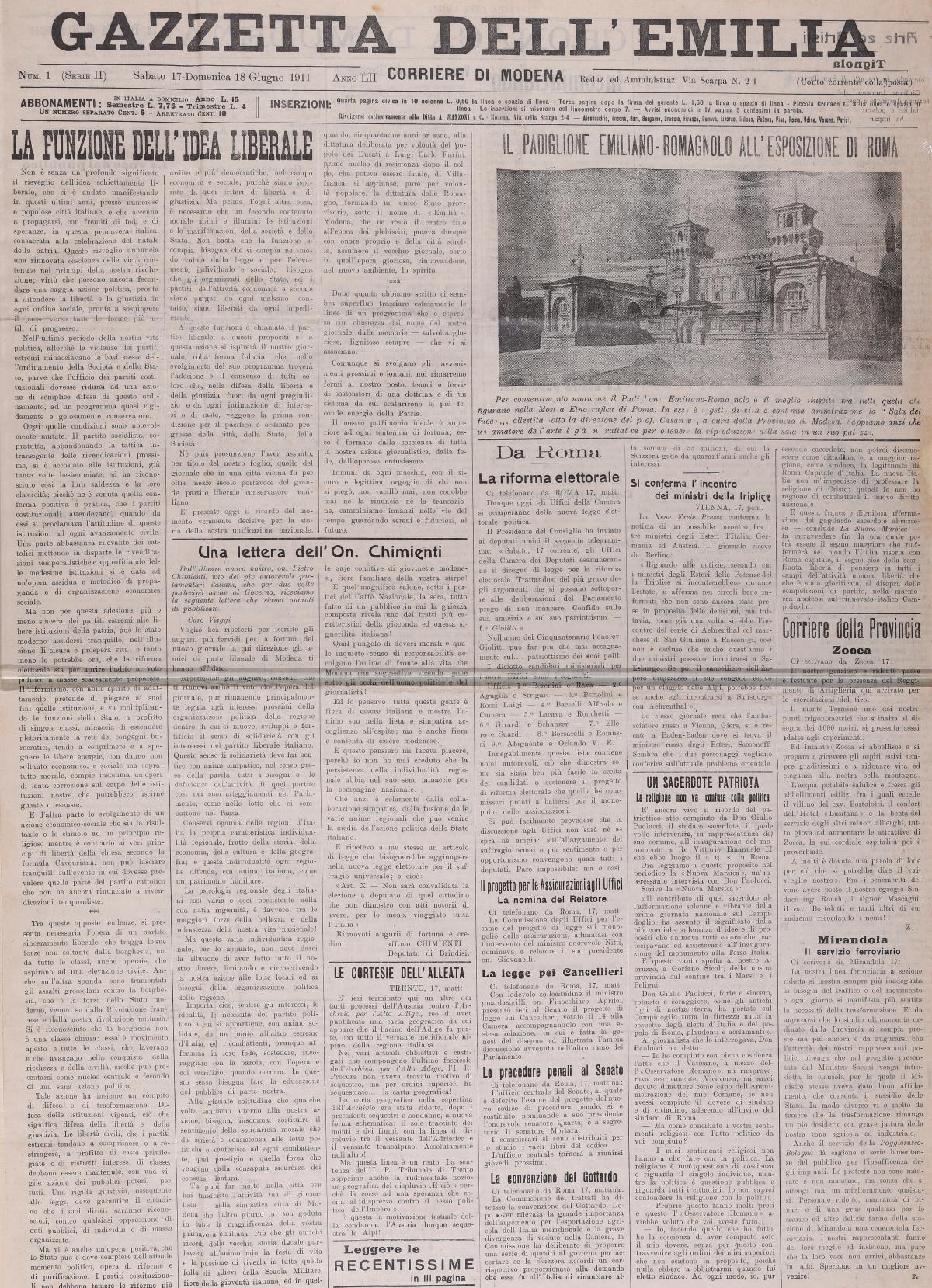
A "Gazzetta dell'Emilia" de 17-18 de junho de 1911.

Foi fundada em 20 de junho de 1859, nove dias após a cidade ter passado do Ducado de Módena e Régio para o Reino da Sardenha.
Em 1877, o governo escolheu o outro jornal da cidade, "Il Panaro" (fundado em 25 de janeiro de 1862), como o "Jornal Oficial para Inserções de Atos Judiciais e Administrativos". A Gazzetta foi absorvida pelo jornal concorrente, que passou a ser intitulado "Il Panaro - Gazzetta di Modena".

### De 1911 até hoje
Em 17 de junho de 1911, o "Gazzetta dell'Emilia-Corriere di Modena" foi lançado em Modena. O jornal foi fundado sobre as cinzas da "Gazzetta dell'Emilia" (1868-1911), um jornal fundado em Bolonha em 1868. Após seu fechamento no início de junho de 1911, o jornal foi recriado em Modena. A nova testata trazia a indicação "Anno LII", denotando uma continuidade ideal com a "Gazzetta di Modena", fundada 52 anos antes. Em 1914, "Il Panaro" encerrou suas operações; a partir desse momento, a "Gazzetta dell'Emilia" se tornou o principal jornal da cidade.
Em 1945, após o fim da Segunda Guerra Mundial, o jornal foi suspenso pelas forças aliadas devido à sua colaboração com a República Social Italiana. Surgiu então o "L'Unità democratica", órgão no Comitato di Liberazione Nazionale modenese.